# استفتاء تعديل الدستور المصري 2007
تم هذا الاستفتاء على دستور 1971 في مصر في يوم 26 مارس 2007. وقد تضمن هذا الاستفتاء تعديل 34 مادة في الدستور، وتمت الموافقة عليه بنسبة 75.9٪ من الشعب.

## خلفية
في ديسمبر عام 2006 بعث الرئيس السابق حسني مبارك برسالة للبرلمان المصري طلب فيها تعديل 34 مادةً من مواد الدستور، وهو ما يقترب من سدس النصوص الدستورية التي يحتويها دستور 1971.
وافق مجلس الشورى في 13 مارس 2007، ومجلس الشعب في 19 مارس 2007 بالأغلبية على التعديلات الدستورية المطروحة.
وفي 26 مارس 2007، أُجرى الاستفتاء على هذه التعديلات للمواد الـ 34، ووافق عليها الشعب بنسبة بلغت 75.9%.

## تفاصيل التعديلات
أبرز ما تضمنته هذه التعديلات تمثل في الآتى:
- إلغاء كل ما يخص الاشتراكية والسلوك الاشتراكى وتحالف قوى الشعب العاملة، وما شابه ذلك.
- النص على مبدأ المواطنة واعتبارها الأساس الذي يقوم عليه نظام الحكم (المادة 1).
- حظر أي نشاط سياسى أو قيام الأحزاب على أساس الدين أو الجنس أو الأصل (المادة 5).
- إنشاء لجنة عليا مستقلة للإشراف على الانتخابات تكون لها صلاحيات مطلقة (المادة 88).
- إحلال مادة مكافحة الإرهاب محل مادة المدعى العام الاشتراكى (المادة 179).
- التخفيف (غير المؤثر) من شروط مشاركة الأحزاب السياسية في الانتخابات الرئاسية (المادة 76).
- تقنين حماية البيئة واعتبارها واجب وطني (الماددة 59).

المواد المعدلة هي: المادة 1 - المادة 4 - المادة 5 - المادة 12 - المادة 24 - المادة 30 – المادة 33 - المادة 37 - المادة 56 - المادة 59 - المادة 62 - المادة 73 - المادة 74 - المادة 76 - المادة 78 - المادة 82 - المادة 84 - المادة 85 - المادة 88 - المادة 94 - المادة 115 - المادة 118- المادة 127- المادة 133- مادة 136- مادة 138- المادة 141- المادة 161 - المادة 173- المادة 179 - المادة 180- المادة 194 - المادة 195- المادة 205.